# Cantonul La Canourgue
Cantonul La Canourgue este un canton din arondismentul Mende, departamentul Lozère, regiunea Languedoc-Roussillon, Franța.

## Comune
- Banassac
- Canilhac
- La Canourgue (reședință)
- Laval-du-Tarn
- Saint-Saturnin
- La Tieule